# Nenilinium
Nenilinium és un gènere d'aranyes araneomorfes de la subfamília Erigoninae, dins de la família Linyphiidae. Es pot trobar a la Rússia asiàtica i a Mongòlia.
Fou descrit per primera vegada per Kiril Ieskov l'any 1988.

## Llista d'espècies
Segons The World Spider Catalog 12.0:
- Nenilinium asiaticum Eskov, 1988 (Espècie tipus)
- Nenilinium luteolum (Loksa, 1965)